# 北京故事 (电影)
《北京故事》（英語：A Great Wall），导演王正方，主演王正方、李勤勤、王霄、胡晓光。

## 剧情
《北京故事》讲述了一位在美国工作的工程师带着家眷回北京探亲的故事。

## 演员
- 王正方 演 方立群
- 李勤勤 演 赵莉莉
- 王霄 演 刘一达
- 胡晓光 演 老赵
- 慎广兰 演 方立敏
- 冉志娟 演 詹
- 修建 演 小于
- 韩焱 演 老刘
- 杜秦英 演 女学生
- 尹福来 演 唱歌的老头儿
- 关绥兰 演 模特学校指导
- 刘芬平 演 乒乓球教练
- 阎筱均 演 计算机总工程师
- 于娅娜 演 巴勒里娜
- 王惠民 演 乒乓球裁判
- 杨玉华 演 刘搭档
- 陈虎 演 保罗搭档
- 骆玉笙 演 说书人

## 制作
李勤勤21岁时听到消息说《北京故事》正在选女主角，她就去试镜，最终凭借着出色的外表和青春的活力成功成为女主角，从此进入演艺圈。

## 上映
1986年5月30日，《北京故事》在美国上映。
豆瓣评分7.6分。